# Anogramma novogaliciana
Anogramma novogaliciana là một loài thực vật có mạch trong họ Adiantaceae. Loài này được Mickel miêu tả khoa học đầu tiên năm 1992.